# Aproximación para campos gravitatorios débiles
La aproximación para campos gravitatorios débiles comprende la búsqueda de soluciones aproximadas de las ecuaciones del campo de Einstein de la teoría general de la relatividad.

## Métrica aproximada para campo débil y pequeñas velocidades
La aproximación para campos gravitatorios débiles, en el caso de pequeñas velocidades es sencilla de obtener en el caso de pequeñas velocidades sin más que comparar la lagrangiana relativista en el límite de pequeñas velocidades e igualando términos con la lagrangiana clásica.
De acuerdo con los postulados de la relatividad general una partícula se mueve a lo largo de una geodésica de la métrica. Eso implica que la integral de acción escrita en términos e la longitud de arco s, o del tiempo propio τ, viene dada por:

{\displaystyle S=\int L\ dt=-mc\int _{s_{1}}^{s_{2}}ds=-mc^{2}\int _{\tau _{1}}^{\tau _{2}}d\tau }

A fin de poder comparar esa expresión con el lagrangiano de una partícula clásica, debemos examinar primeramente el límite de la expresión anterior en ausencia de campo. Para ello usaremos la relación entre tiempo propio y tiempo coordenado en ausencia de campo, y el límite clásico correspondiente:

{\displaystyle L_{g=0}=-mc^{2}{\sqrt {1-{\cfrac {v^{2}}{c^{2}}}}}\qquad \lim _{c\to \infty }L_{g=0}=-mc^{2}+{\frac {mv^{2}}{2}}}

Donde v es el módulo de la velocidad de la partícula y c la velocidad de la luz. En el caso de existencia de campo gravitatorio podemos hacer que en el mismo límite anterior el lagrangiano relativista coincida con el lagrangiano clásico de una partícula en un campo gravitatorio:

{\displaystyle S=\int L_{g}\ dt=-mc\int _{s_{1}}^{s_{2}}ds\to \int _{t_{1}}^{t_{2}}\left(-mc^{2}+{\frac {mv^{2}}{2}}-m\phi _{g}\right)\ dt}

Donde {\displaystyle \phi _{g}\;} representa el potencial gravitatorio clásico de la partícula. Identificando término a término, elevando al cuadrado y despreciando los términos que se anulan en el límite de pequeñas velocidades tenemos:

{\displaystyle ds=\left(c-{\frac {v^{2}}{2c}}+{\frac {\phi _{g}}{c}}\right)dt\quad \Rightarrow \quad ds^{2}=-\left(c^{2}+2\phi _{g}\right)dt^{2}+dx^{2}+dy^{2}+dz^{2}}

Las ecuaciones del movimiento de una partícula en un campo gravitatorio débil dado por las ecuaciones anteriores son:

{\displaystyle {\ddot {\mathbf {r} }}=-{\dot {t}}^{2}{\boldsymbol {\nabla }}\phi _{g}\approx -{\boldsymbol {\nabla }}\phi _{g},\qquad {\ddot {t}}+{\frac {2{\dot {t}}}{c^{2}+2\phi _{g}}}{\dot {\mathbf {r} }}\cdot {\boldsymbol {\nabla }}\phi _{g}=0}

La primera de las anteriores implica que las coordenadas espaciales varían similarmente al caso clásico, aunque afectados por un factor de ralentización temporal {\displaystyle ({\dot {t}}^{2})}, mientras que la relación entre el tiempo propio y la coordenada temporal se obtiene integrando la segunda ecuación:

{\displaystyle t(\tau )=C_{2}+\int _{0}^{\tau }C_{1}\exp \left(-\int _{0}^{\tau _{2}}{\frac {2{\dot {\mathbf {r} }}\cdot {\boldsymbol {\nabla }}\phi _{g}}{c^{2}+2\phi _{g}}}\ d\tau _{1}\right)\ d\tau _{2}}

## Métrica aproximada para campo con simetría esférica
El análogo relativista del campo gravitatorio creado por una masa esférica viene descrito por una solución exacta de las ecuaciones de Einstein conocida como métrica de Schwarzschild. Dicha solución describe además de trayectorias similares a las de la teoría newtoniana efectos nuevos como el avance del perihelio de los planetas más cercanos al sol, la curvatura de los rayos de luz y el desplazamiento hacia el rojo de la longitud de onda. La siguiente tabla comparativamente las predicciones de ambas teorías, etc. La forma exacta de la métrica de Schwarzschild postula que la geometría del espacio-tiempo viene dada por la métrica:

{\displaystyle ds^{2}=-c^{2}\left(1-{\frac {2GM}{c^{2}r}}\right)dt^{2}+\left(1-{\frac {2GM}{c^{2}r}}\right)^{-1}\mathrm {d} r^{2}+r^{2}\ \mathrm {d} \theta ^{2}+r^{2}\sin ^{2}\theta \ \mathrm {d} \phi ^{2}}

La aproximación para campos gravitatorios débiles es postular una métrica con una parte espacial euclídea del tipo, en coordenadas esféricas:

{\displaystyle ds^{2}=-c^{2}\left(1-{\frac {2GM}{c^{2}r}}\right)dt^{2}+\mathrm {d} r^{2}+r^{2}\ \mathrm {d} \theta ^{2}+r^{2}\sin ^{2}\theta \ \mathrm {d} \phi ^{2}}

Esta métrica no satisface exactamente las ecuaciones de Einstein, ya que su tensor de Einstein no se anula, pero constituye una aproximación razonablemente buena, de la métrica de Schwarzschild. Esta forma de la métrica permite interpretar las componentes del tensor métrico, o más concretamente, la componente {\displaystyle g_{00}} como una magnitud directamente proporcional al potencial gravitatorio clásico:

{\displaystyle g_{00}=-c^{2}\left(1+{\frac {2\phi _{g}}{c^{2}}}\right)}

### Geodésicas
Para estudiar el movimiento de los planetas alrededor del sol, podemos usar la aproximación euclidea de campo débil anterior. Que también puede escribirse en coordenadas cartesianas en términos del potencial gravitatorio {\displaystyle \phi _{g}(x,y,z)\;} como:

{\displaystyle {\begin{matrix}{\ddot {t}}+{\cfrac {2GM}{r(rc^{2}-2GM)}}{\dot {t}}{\dot {r}}=0&\qquad {\ddot {r}}+{\cfrac {2GM}{r^{2}}}{\dot {t}}^{2}-r\left[{\dot {\theta }}^{2}+\sin ^{2}\theta {\dot {\varphi }}^{2}\right]=0\\\\{\ddot {\theta }}+{\cfrac {2}{r}}{\dot {\theta }}{\dot {r}}-\sin \theta \cos \theta {\dot {\varphi }}^{2}=0&{\ddot {\varphi }}+{\cfrac {2}{r}}{\dot {\varphi }}{\dot {r}}+2\tan \theta {\dot {\varphi }}{\dot {\theta }}\end{matrix}}}

### Fuerza aparente
Consideramos un cuerpo de pequeña masa inicialmente en reposo respecto a la fuente del campo gravitatorio en r = r0. Este cuerpo caerá aceleradamente hacia el cuerpo. La trayectoria seguida puede obtenerse de las geodésicas sin más que considerar {\displaystyle {\dot {\theta }}={\dot {\phi }}=0} lo cual nos lleva a una variación de la coordenada radial dada por:

{\displaystyle {\frac {d^{2}r}{d\tau ^{2}}}=-{\frac {2GM}{r^{2}}}\left({\frac {dt}{d\tau }}\right)^{2}=-{\frac {2GM}{r^{2}}}\left[1+\ln \left[{\frac {r}{r_{0}}}\left({\frac {r_{0}c^{2}-2GM}{rc^{2}-2GM}}\right)\right]\right]}

A grandes distancias de la fuente que crea el campo esta fuerza es precisamente la ley de Newton de la gravitación.

## Sistemas de partículas
Para campos débiles puede descomponerse la métrica del espacio-tiempo {\displaystyle g_{\alpha \beta }\;} en la forma:

{\displaystyle g_{\alpha \beta }=\eta _{\alpha \beta }+h_{\alpha \beta }\;}

Donde:
{\displaystyle \eta _{\alpha \beta }\;} es la métrica del espacio de Minkowski.
{\displaystyle h_{\alpha \beta }\;} es una función que da la desviación de la planitud y puede relacionarse con el potencial gravitatorio.
En la aproximación de campo débil la función que da la desviación respecto a la planitud puede desarrollarse en serie de potencias:

(*){\displaystyle {\begin{cases}h_{00}={\cfrac {h_{00}^{(2)}}{c^{2}}}+{\cfrac {h_{00}^{(4)}}{c^{4}}}+\ldots \\h_{0i}={\cfrac {h_{0i}^{(3)}}{c^{3}}}+{\cfrac {h_{0i}^{(5)}}{c^{5}}}+\ldots \\h_{ij}={\cfrac {h_{ij}^{(2)}}{c^{2}}}+{\cfrac {h_{ij}^{(4)}}{c^{4}}}+\ldots \end{cases}}}

A continuación usaremos esas aproximaciones para construir el lagrangiano de sistemas de partículas.

### Primer orden de Aproximación
Para obtener la aproximación postnewtoniana podemos pensar que cada partícula A se mueve en el campo gravitatorio provocado por el resto de partículas. El lagrangiano de esta aproximación postnewtoniana puede obtenerse identificando el lagrangiano relativista (integral sobre la línea de mundo) con el lagrangiano clásico (integral en el tiempo):

{\displaystyle S_{A}([t_{1},t_{2}])=\int _{t_{1}}^{t_{2}}L_{1}dt=\int _{t_{1}}^{t_{2}}-m_{A}c\left(g_{\alpha \beta }{\frac {dx^{\alpha }}{dx^{0}}}{\frac {dx^{\beta }}{dx^{0}}}\right)^{\frac {1}{2}}dx^{0}}

Identificando x0 = ct se llega a un lagrangiano dado por:

{\displaystyle L_{A}(x^{1},x^{2},x^{3})=-m_{A}c^{2}\left(g_{00}+{\frac {2}{c}}g_{0i}{\frac {dx^{i}}{dt}}+{\frac {1}{c^{2}}}g_{ij}{\frac {dx^{i}}{dt}}{\frac {dx^{j}}{dt}}\right)^{\frac {1}{2}}}

Desarrollando esta última expresión en serie de Taylor e introduciendo las aproximaciones dadas por (*) se tiene:

{\displaystyle L_{A}=-m_{A}\left[{\frac {1}{2}}{\dot {x}}^{i}{\dot {x}}^{i}-{\frac {1}{2}}h_{00}^{(2)}\right]-{\frac {m_{A}}{2c^{2}}}\left[h_{00}^{(4)}+2h_{0i}^{(3)}{\dot {x}}^{i}+h_{ij}^{(2)}{\dot {x}}^{i}{\dot {x}}^{j}-{\frac {{\dot {x}}^{i}{\dot {x}}^{i}}{4}}-{\frac {(h_{00}^{(2)})^{2}}{4}}+{\frac {1}{2}}h_{00}^{(2)}{\dot {x}}^{i}{\dot {x}}^{j}\right]}

### Segundo orden de aproximación
En el caso anterior hemos ignorado el efecto de la partícula en las demás. Lo cual es válido para cuando la partícula tiene una masa pequeña en comparación al resto. Sin embargo, cuando la relación de distancias y masas es más desfavorable se necesita tener en cuenta la influencia de cada partícula en el propio campo promedio. Así para un sistema de varias partículas el lagrangiano total del sistema no es simplemente la suma de lagrangianos de primera aproximación (ver sección anterior), aunque pueden calcularse las fuerzas sobre cada partícula:

{\displaystyle \mathbf {F} _{K}=\left({\frac {\partial L_{K}}{\partial \mathbf {r} }}\right)_{\mathbf {r} =\mathbf {r} _{K}}}

Y entonces se construye un lagrangiano cuyas derivadas paraciales respecto a las coordenadas coincidan con las anteriores:

{\displaystyle L_{tot}={\begin{cases}\sum _{\alpha =1}^{n}{\cfrac {m_{\alpha }{\dot {r}}_{\alpha }^{2}}{2}}\left(1+3\sum _{\beta \neq \alpha }{\cfrac {Gm_{\beta }}{c^{2}\|r_{\alpha \beta }\|}}\right)+\sum _{\alpha }{\cfrac {m_{\alpha }{\dot {r}}_{\alpha }^{4}}{8c^{2}}}+\sum _{\alpha }\sum _{\beta \neq \alpha }{\cfrac {Gm_{\alpha }m_{\beta }}{2\|r_{\alpha \beta }\|}}+\dots \\\dots -\sum _{\alpha }\sum _{\beta \neq \alpha }{\cfrac {Gm_{\alpha }m_{\beta }}{4c^{2}\|r_{\alpha \beta }\|}}[7{\dot {r}}_{\alpha }\cdot {\dot {r}}_{\beta }+({\dot {r}}_{\alpha }\cdot n_{\alpha \beta })({\dot {r}}_{\beta }\cdot n_{\alpha \beta })]-\sum _{\alpha }\sum _{\beta \neq \alpha }\sum _{\gamma \neq \alpha }{\cfrac {G^{2}m_{\alpha }m_{\beta }m_{\gamma }}{2c^{2}\|r_{\alpha \beta }\|\|r_{\alpha \gamma }\|}}\end{cases}}}

Donde:
{\displaystyle m_{\alpha },{\dot {r}}_{\alpha }\,} son las masas de las partículas y sus velocidades.
{\displaystyle r_{\alpha \beta }=r_{\alpha }-r_{\beta }\in \mathbb {R} ^{3}} es el vector separación entre partículas.
{\displaystyle n_{\alpha \beta }=r_{\alpha \beta }/\|r_{\alpha \beta }\|\,} es el vector unitario en la dirección de la separación entre partículas.
{\displaystyle c,G\,} son la velocidad de la luz y la constante de la gravitación.